# Dicranum dilatinerve
Dicranum dilatinerve är en bladmossart som beskrevs av Jules Cardot och Potier de la Varde 1922. Dicranum dilatinerve ingår i släktet kvastmossor, och familjen Dicranaceae. Inga underarter finns listade i Catalogue of Life.